# 인천성리초등학교
인천성리초등학교는 대한민국 인천광역시 남동구에 있는 공립 초등학교이다. 인천광역시 남동구 구월동에 소재한 초등학교로 인근 인천성리중학교와 함께 구월아시아드선수촌1단지, 구월아시아드선수촌2단지, 판다아파트, 동남아파트의 학구에 포함되어 있다.

## 학교 연혁
- 1999년 03월 01일: 인천성리초등학교 28학급 개교 및 병설유치원 1학급 개교
- 2001년 03월 01일: 특수학급 1학급 신설
- 2003년 09월 27일: 신관 증축 준공 (12개 교실)
- 2005년 03월 01일: 특기적성 특성화학교(전통음악) 지정 (1년)
- 2006년 11월 07일: 전자도서관 개관
- 2007년 03월 01일: 41학급 편성(특수 2학급 포함)
- 2009년 03월 01일: 39학급 편성(특수 2학급 포함)
- 2010년 03월 01일: 제4대 이혜성 교장 부임
- 2011년 10월 01일: 인천광역시 지정 탁구부 창단
- 2012년 02월 20일: 급식실 완공
- 2013년 03월 01일: 인천광역시교육청 효체험 중심학교 지정
- 2014년 10월 16일: 성리골 축제 한마당 실시
- 2015년 03월 16일: 동부교육지원청 교육수요자 만족도 향상 우수학교로 선정
- 2016년 09월 01일: 제6대 정윤수 교장 부임
- 2017년 03월 01일: 신관 교실 및 교무실 바닥 공사
- 2018년 06월 10일: ‘꿈꾸는 성리학생’ 타일벽화 제작 완성
- 2019년 02월 13일: 전 교실 공기청정기 설치
- 2020년 02월 29일: ‘성리꿈뜰’ 완공
- 2021년 03월 12일: 교육혁신지구 마을연계교육과정 운영학교 선정
- 2022년 03월 02일: 인천광역시교육청 지정 문화다양성 중점학교(다문화교육)
- 2023년 09월 05일: 가상현실 스포츠실 구축
- 2024년 03월 01일: 인천시교육청 지정 생태치유 실천학교
- 2024년 06월 09일: 동부교육지원청교육장배 학교스포츠클럽 농구(남초부)대회 2위
- 2024년 10월 24일: 인천광역시교육감배 초등학생 육상대회 3학년 남자 80미터 은메달, 5학년 남자 200미터 은메달
- 2025년 01월 10일: 제25회 졸업식(남 82, 여 67, 계 149, 총 졸업생 수 4,677명)
- 2025년 03월 01일: 제9대 박향기 교장선생님 취임
- 2025년 03월 04일: 1학년 입학식(총 입학생 수 67명)

## 학교상징
- 교표 : 성리
- 교화 : 장미
- 교목 : 느티나무
- 교조 : 두루미

## 학교현황
2025년 현재 기준 총 학급수 24개, 총원 565명의 학생, 교원 일반직 포함 60여명이 배정되어 있다.
학급 및 학생수
| 구분         | 구분         | 1학년 | 2학년 | 3학년 | 4학년 | 5학년 | 6학년 | 계    |
| ------------ | ------------ | ----- | ----- | ----- | ----- | ----- | ----- | ----- |
| 학급수(특수) | 학급수(특수) | 3     | 4     | 5     | 4     | 4     | 4     | 24(1) |
| 학생수       | 남           | 42    | 42    | 60    | 54    | 52    | 45    | 295   |
| 학생수       | 여           | 26    | 35    | 57    | 52    | 47    | 53    | 270   |
| 계           | 계           | 68    | 77    | 117   | 106   | 99    | 98    | 565   |

교직원 현황
| 구분 | 교원 | 교원 | 교원     | 교원 | 교원     | 교원     | 교원     | 교원     | 교원 | 일반직 | 일반직 | 일반직      | 일반직 | 총계 |
| 구분 | 교장 | 교감 | 부장교사 | 교사 | 특수교사 | 사서교사 | 보건교사 | 영양교사 | 소계 | 실장   | 주무관 | 학교 회계직 | 소계   | 총계 |
| ---- | ---- | ---- | -------- | ---- | -------- | -------- | -------- | -------- | ---- | ------ | ------ | ----------- | ------ | ---- |
| 남   | 1    | 1    | 4        | 2    | ㆍ       | ㆍ       | ㆍ       | ㆍ       | 8    | ㆍ     | ㆍ     | 3           | 3      | 12   |
| 여   | ㆍ   | ㆍ   | 8        | 14   | 1        | 1        | 1        | 1        | 26   | 1      | 2      | 20          | 23     | 48   |
| 계   | 1    | 1    | 12       | 16   | 1        | 1        | 1        | 1        | 34   | 1      | 2      | 23          | 26     | 60   |

## 시설현황
총 24학급으로 구성되어 있으며 병설로 특수학급 2개를 보유하고 있다.
| 구분 | 교실   | 교장실 | 교무실 | 행정실 | 돌봄교실 | 과학실 | 급식실   | 성리꿈뜰   | 컴퓨터실   | 도서실     | 교육복지실 |
| ---- | ------ | ------ | ------ | ------ | -------- | ------ | -------- | ---------- | ---------- | ---------- | ---------- |
| 보유 | 24     | 1      | 1      | 1      | 3        | 2      | 1        | 1          | 2          | 1          | 1          |
| 구분 | 유치원 | 체육실 | 방송실 | 보건실 | 상담실   | 방과후 | 특수학급 | 영어학습실 | 탁구훈련실 | 교사연수실 | 교사연수실 |
| 보유 | 1      | 2      | 1      | 1      | 1        | 8      | 2        | 1          | 1          | 6          | 6          |

## 사진

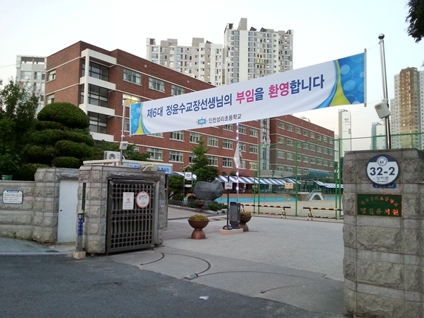
2016년도 정문사진

## 참고 자료
- 인천성리초등학교 - 한국교육학술정보원 학교알리미